# Monstro

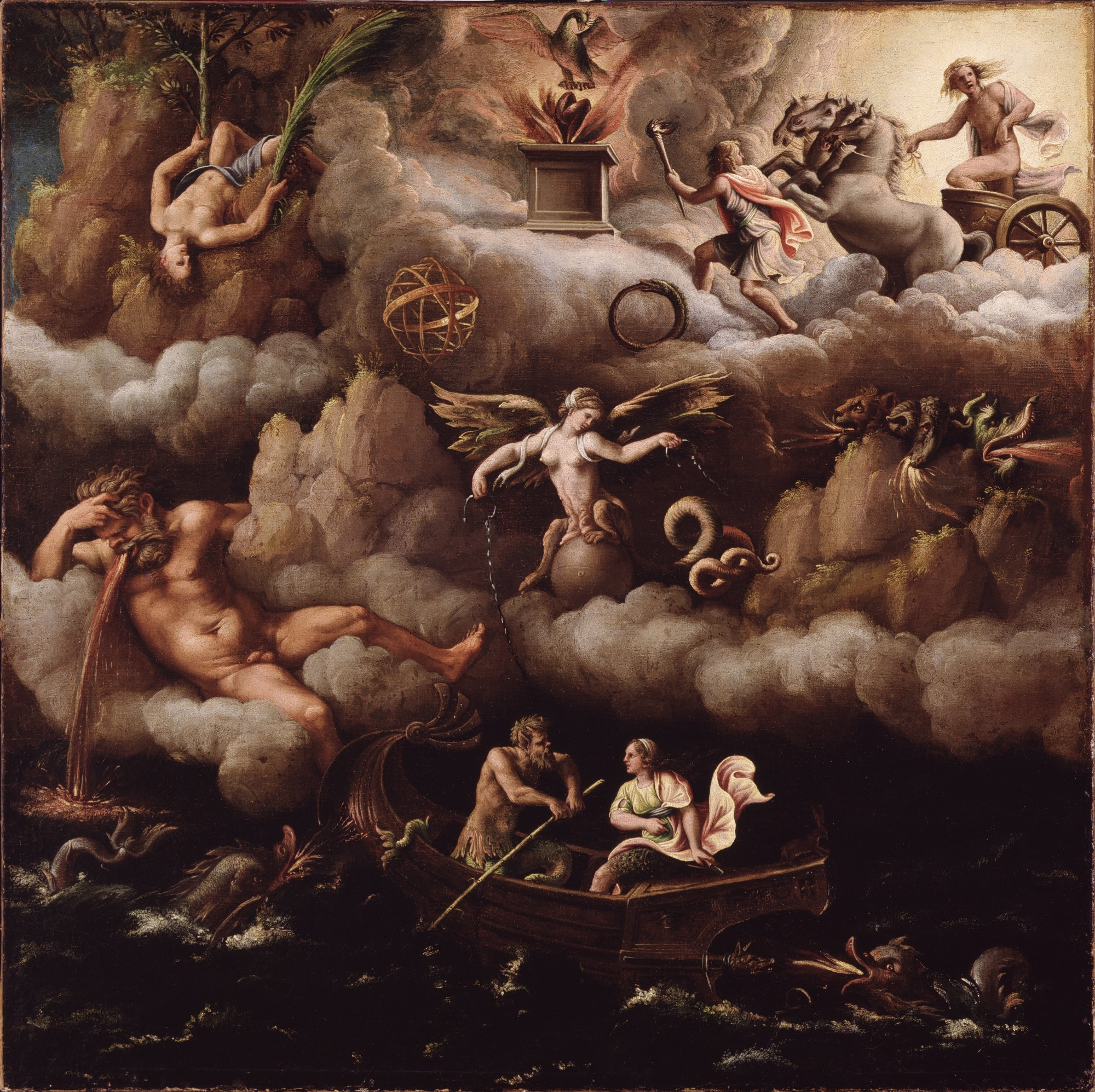
A Alegoria da Imortalidade de Giulio Romano, c. 1540. Detroit Institute of Arts, Detroit, Michigan, EUA, apresentando uma variedade de monstros

Um monstro é um tipo de criatura fictícia encontrada em horror, fantasia, ficção científica, folclore, mitologia e religião. Monstros são muitas vezes descritos como perigosos e agressivos com uma aparência estranha e grotesca que causa terror e medo. Monstros geralmente se assemelham a animais bizarros, deformados, sobrenaturais e/ou mutantes ou criaturas inteiramente únicas de tamanhos variados, mas também podem assumir uma forma humana, como mutantes, fantasmas e espíritos, zumbis ou canibais, entre outras coisas. Eles podem ou não ter poderes sobrenaturais, mas geralmente são capazes de matar ou causar alguma forma de destruição, ameaçando a ordem social ou moral do mundo humano no processo.
Monstros animais estão fora da ordem moral, mas às vezes têm sua origem em alguma violação humana da lei moral (por exemplo, no mito grego, Minos não sacrifica a Posídon o touro branco que o deus lhe enviou, então como punição Posídon faz a esposa de Minos, Pasífae, apaixona-se pelo touro, copula com a fera e dá à luz o homem com cabeça de touro, o Minotauro). Monstros humanos são aqueles que por nascimento nunca foram totalmente humanos (Medusa e suas irmãs Górgonas) ou que por algum ato sobrenatural ou não natural perderam sua humanidade (lobisomens, o monstro de Frankenstein), e assim quem não pode mais, ou quem nunca pôde, seguir a lei moral da sociedade humana.
Os monstros também podem ser descritos como criaturas incompreendidas e amigáveis que assustam os indivíduos sem querer, ou podem ser tão grandes, fortes e desajeitados que causam danos não intencionais ou morte. Alguns monstros na ficção são descritos como travessos e violentos, mas não necessariamente ameaçadores (como um goblin astuto), enquanto outros podem ser dóceis, mas propensos a ficarem com raiva ou com fome, precisando ser domados e ensinados a resistir a impulsos selvagens ou mortos se eles não podem ser manuseados ou controlados com sucesso.
Os monstros são anteriores à história documentada, e o estudo acadêmico das noções culturais particulares expressas nas ideias de monstros de uma sociedade é conhecido como monstruosidade.

## Etimologia

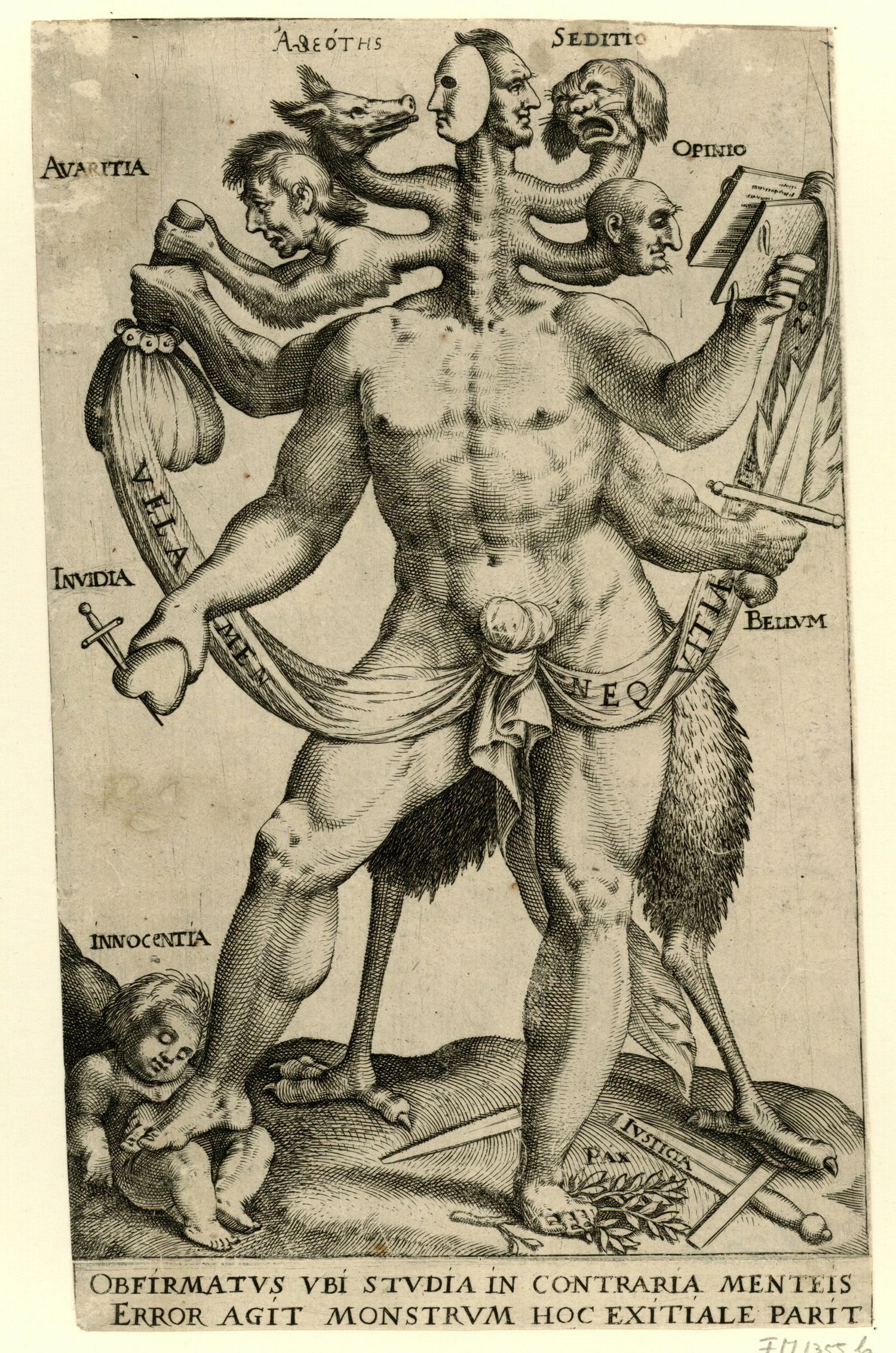
Uma alegoria polêmica apresentada como um monstro de cinco cabeças, 1618

A palavra monstro deriva do latim monstrum, ele próprio derivado em última análise do verbo moneo ("lembrar, advertir, instruir ou predizer"), e denota qualquer coisa "estranha ou singular, contrária ao curso usual da natureza, pelo qual os deuses dão aviso do mal", "uma pessoa, animal ou coisa estranha, antinatural e hedionda", ou qualquer "coisa, circunstância ou aventura monstruosa ou incomum."

## Herança cultural
Nas palavras de Tina Marie Boyer, professora assistente de literatura alemã medieval na Universidade Wake Forest, "os monstros não surgem de um vazio cultural; eles têm uma herança literária e cultural".
No contexto religioso dos antigos gregos e romanos, os monstros eram vistos como sinais de "desagrado divino", e pensava-se que os defeitos congênitos eram especialmente sinistros, sendo "um evento não natural" ou "um mau funcionamento da natureza".
No entanto, os monstros não são necessariamente abominações. O historiador romano Suetônio, por exemplo, descreve a ausência de pernas de uma cobra ou a capacidade de voar de um pássaro como monstruosas, pois ambos são "contra a natureza". No entanto, as conotações negativas da palavra rapidamente se estabeleceram e, na época do dramaturgo e filósofo Sêneca, a palavra havia se estendido em seu significado filosófico, "uma revelação visual e horrível da verdade".
Apesar disso, monstros mitológicos como a Hidra e a Medusa não são seres naturais, mas entidades divinas. Isso parece ser um resquício da religião proto-indo-europeia e de outros sistemas de crenças, nos quais as divisões entre "espírito", "monstro" e "deus" eram menos evidentes.